# Manchester United F.C. w sezonie 2020/2021
Sezon 2020/21 był dla Manchesteru United 29. sezonem w Premier League i 46. sezonem z rzędu w najwyższej klasie rozgrywkowej w Anglii.
Sezon rozpoczął się 19 września 2020 roku meczem przeciwko Crystal Palace, przegranym przez Manchester United 1:3.
Udział w Lidze Mistrzów Manchester United zakończył na fazie grupowej zajmując w grupie 3 miejsce.
6 stycznia 2021 roku Manchester United odpadł w 1/2 Puchar Ligi, przegrywając 0:2 z Manchesterem City.
21 marca 2021 roku Manchester United odpadł w 1/4 Puchar Anglii, przegrywając 3:1 z Leicester City.
Sezon w Premier League Manchester United zakończył na 2. pozycji.
26 maja 2021 roku Manchester United przegrał w finale  Ligi Europy z Villarrealem po rzutach karnych 11:10 (spotkanie zakńczyło się wynikiem 1:1).

## Mecze

### Przedsezonowe i towarzyskie
| Szczegóły meczu                             | Wynik             | Wynik | Wynik             | Skład |
| ------------------------------------------- | ----------------- | ----- | ----------------- | --- |
| 12 września 2020, 15:30 Villa Park 0 widzów | Aston Villa       | 1 – 0 | Manchester United | Henderson (75' Grant), Dalot (70' Williams), Fosu-Mensah, Maguire, Shaw, McTominay (46' Galbraith), van de Beek, Lingard, Rashford (75' Elanga), James, Ighalo (60' Mengi) |
| 12 września 2020, 15:30 Villa Park 0 widzów | 16' Ollie Watkins |       |                   | Henderson (75' Grant), Dalot (70' Williams), Fosu-Mensah, Maguire, Shaw, McTominay (46' Galbraith), van de Beek, Lingard, Rashford (75' Elanga), James, Ighalo (60' Mengi) |

### Premier League
| Szczegóły meczu                                                  | Wynik | Wynik                                   | Wynik | Skład |
| ---------------------------------------------------------------- | --- | --------------------------------------- | --- | --- |
| 19 września 2020, 18:30 Old Trafford 0 widzów                    | Manchester United | 1 – 3                                   | Crystal Palace                                                                                              | de Gea, Fosu-Mensah (80' Ighalo), Lindelöf, Maguire, Shaw, McTominay, Pogba (67' van de Beek), James (46' Greenwood), Fernandes, Rashford, Martial     |
| 19 września 2020, 18:30 Old Trafford 0 widzów                    | 80' Donny van de Beek |                                         | Andros Townsend 7' Wilfried Zaha 74' (r.k.) Wilfried Zaha 85'                                               | de Gea, Fosu-Mensah (80' Ighalo), Lindelöf, Maguire, Shaw, McTominay, Pogba (67' van de Beek), James (46' Greenwood), Fernandes, Rashford, Martial     |
| 26 września 2020, 13:30 Amex Stadium 0 widzów                    | Brighton & Hove Albion | 2 – 3                                   | Manchester United                                                                                           | de Gea, Wan-Bissaka, Lindelöf, Maguire, Shaw, Pogba (65' Fred), Matić, Greenwood (83' Bailly), Fernandes, Rashford, Martial (90' van de Beek)          |
| 26 września 2020, 13:30 Amex Stadium 0 widzów                    | 40' Neal Maupay (r.k.) 90+5' Solly March |                                         | Lewis Dunk 43' (sam.) Marcus Rashford 55' Bruno Fernandes 90+10' (r.k.)                                     | de Gea, Wan-Bissaka, Lindelöf, Maguire, Shaw, Pogba (65' Fred), Matić, Greenwood (83' Bailly), Fernandes, Rashford, Martial (90' van de Beek)          |
| 4 października 2020, 17:30 Old Trafford 0 widzów                 | Manchester United | 1 – 6                                   | Tottenham Hotspur                                                                                           | de Gea, Wan-Bissaka, Bailly, Maguire, Shaw, Matić (46' McTominay), Pogba, Greenwood (68' van de Beek), Fernandes (46' Fred), Rashford, Martial         |
| 4 października 2020, 17:30 Old Trafford 0 widzów                 | 2' Bruno Fernandes (r.k.) |                                         | Tanguy Ndombele 4' Son Heung-min 7' Harry Kane 30' Son Heung-min 37' Serge Aurier 51' Harry Kane 79' (r.k.) | de Gea, Wan-Bissaka, Bailly, Maguire, Shaw, Matić (46' McTominay), Pogba, Greenwood (68' van de Beek), Fernandes (46' Fred), Rashford, Martial         |
| 17 października 2020, 21:00 St James’ Park 0 widzów              | Newcastle United | 1 – 4                                   | Manchester United                                                                                           | de Gea, Wan-Bissaka, Lindelöf, Maguire, Shaw, Fred (69' Pogba), McTominay, Mata (90' Matić), Fernandes, James (76' van de Beek), Rashford              |
| 17 października 2020, 21:00 St James’ Park 0 widzów              | 2' Luke Shaw (sam.) |                                         | Harry Maguire 23' Bruno Fernandes 86' Aaron Wan-Bissaka 90' Marcus Rashford 90+6'                           | de Gea, Wan-Bissaka, Lindelöf, Maguire, Shaw, Fred (69' Pogba), McTominay, Mata (90' Matić), Fernandes, James (76' van de Beek), Rashford              |
| 24 października 2020, 18:30 Old Trafford 0 widzów                | Manchester United | 0 – 0                                   | Chelsea | de Gea, Wan-Bissaka, Lindelöf, Maguire, Shaw, McTominay (82' Greenwood), Fred, Fernandes, Mata (58' Pogba), James (58' Cavani), Rashford               |
| 24 października 2020, 18:30 Old Trafford 0 widzów                | |                                         | | de Gea, Wan-Bissaka, Lindelöf, Maguire, Shaw, McTominay (82' Greenwood), Fred, Fernandes, Mata (58' Pogba), James (58' Cavani), Rashford               |
| 1 listopada 2020, 17:30 Old Trafford 0 widzów                    | Manchester United | 0 – 1                                   | Arsenal | de Gea, Wan-Bissaka, Lindelöf, Maguire, Shaw, Fred (62' Matić), McTominay, Pogba, Fernandes (75' van de Beek), Greenwood (75' Cavani), Rashford        |
| 1 listopada 2020, 17:30 Old Trafford 0 widzów                    | | Pierre-Emerick Aubameyang 69' (r.k.)    | | de Gea, Wan-Bissaka, Lindelöf, Maguire, Shaw, Fred (62' Matić), McTominay, Pogba, Fernandes (75' van de Beek), Greenwood (75' Cavani), Rashford        |
| 7 listopada 2020, 13:30 Goodison Park 0 widzów                   | Everton | 1 – 3                                   | Manchester United                                                                                           | de Gea, Shaw (67' Tuanzebe), Lindelöf, Maguire, Wan-Bissaka, Fred, McTominay, Mata (81' Pogba), Fernandes, Rashford, Martial (81' Cavani)              |
| 7 listopada 2020, 13:30 Goodison Park 0 widzów                   | 19' Bernard |                                         | Bruno Fernandes 25' Bruno Fernandes 32' Edinson Cavani 90+5'                                                | de Gea, Shaw (67' Tuanzebe), Lindelöf, Maguire, Wan-Bissaka, Fred, McTominay, Mata (81' Pogba), Fernandes, Rashford, Martial (81' Cavani)              |
| 21 listopada 2020, 21:00 Old Trafford 0 widzów                   | Manchester United | 1 – 0                                   | West Bromwich Albion                                                                                        | de Gea, Wan-Bissaka, Lindelöf, Maguire, Telles, Matić, Fred (83' McTominay), Mata (62' Cavani), Fernandes, Rashford (79' van de Beek), Martial         |
| 21 listopada 2020, 21:00 Old Trafford 0 widzów                   | 19' Bruno Fernandes (r.k.) |                                         | | de Gea, Wan-Bissaka, Lindelöf, Maguire, Telles, Matić, Fred (83' McTominay), Mata (62' Cavani), Fernandes, Rashford (79' van de Beek), Martial         |
| 29 listopada 2020, 15:00 St Mary’s Stadium 0 widzów              | Southampton | 2 – 3                                   | Manchester United                                                                                           | de Gea (46' Henderson), Wan-Bissaka, Lindelöf, Maguire, Telles (84' Williams), Fred, Matić, van de Beek, Fernandes, Rashford, Greenwood (46' Cavani)   |
| 29 listopada 2020, 15:00 St Mary’s Stadium 0 widzów              | 23' Jan Bednarek 33' James Ward-Prowse |                                         | Bruno Fernandes 59' Edinson Cavani 74' Edinson Cavani 90+2'                                                 | de Gea (46' Henderson), Wan-Bissaka, Lindelöf, Maguire, Telles (84' Williams), Fred, Matić, van de Beek, Fernandes, Rashford, Greenwood (46' Cavani)   |
| 5 grudnia 2020, 18:30 Stadion Olimpijski w Londynie 2 000 widzów | West Ham United | 1 – 3                                   | Manchester United                                                                                           | Henderson, Wan-Bissaka, Lindelöf, Maguire, Telles, McTominay, Pogba, Greenwood, van de Beek (46' Fernandes), Martial (62' Mata), Cavani (46' Rashford) |
| 5 grudnia 2020, 18:30 Stadion Olimpijski w Londynie 2 000 widzów | 38' Tomáš Souček |                                         | Paul Pogba 65' Mason Greenwood 68' Marcus Rashford 78'                                                      | Henderson, Wan-Bissaka, Lindelöf, Maguire, Telles, McTominay, Pogba, Greenwood, van de Beek (46' Fernandes), Martial (62' Mata), Cavani (46' Rashford) |
| 12 grudnia 2020, 18:30 Old Trafford 0 widzów                     | Manchester United | 0 – 0                                   | Manchester City                                                                                             | de Gea, Wan-Bissaka, Lindelöf, Maguire, Shaw, Fred, McTominay, Pogba, Fernandes, Greenwood (74' Martial), Rashford                                     |
| 12 grudnia 2020, 18:30 Old Trafford 0 widzów                     | |                                         | | de Gea, Wan-Bissaka, Lindelöf, Maguire, Shaw, Fred, McTominay, Pogba, Fernandes, Greenwood (74' Martial), Rashford                                     |
| 17 grudnia 2020, 21:00 Bramall Lane 0 widzów                     | Sheffield United | 2 – 3                                   | Manchester United                                                                                           | Henderson, Wan-Bissaka, Lindelöf, Maguire, Telles, Matić, Pogba, Fernandes (79' van de Beek), Greenwood (74' Mata), Martial (90' McTominay), Rashford  |
| 17 grudnia 2020, 21:00 Bramall Lane 0 widzów                     | 5' David McGoldrick 87' David McGoldrick |                                         | Marcus Rashford 26' Anthony Martial 33' Marcus Rashford 51'                                                 | Henderson, Wan-Bissaka, Lindelöf, Maguire, Telles, Matić, Pogba, Fernandes (79' van de Beek), Greenwood (74' Mata), Martial (90' McTominay), Rashford  |
| 20 grudnia 2020, 17:30 Old Trafford 0 widzów                     | Manchester United | 6 – 2                                   | Leeds United                                                                                                | de Gea, Wan-Bissaka, Maguire, Lindelöf, Shaw (60' Telles), Fred, McTominay, Fernandes (71' van de Beek), James, Martial, Rashford (71' Cavani)         |
| 20 grudnia 2020, 17:30 Old Trafford 0 widzów                     | 2' Scott McTominay 3' Scott McTominay 20' Bruno Fernandes 37' Victor Lindelöf 66' Daniel James 70' Bruno Fernandes (r.k.)                                                                      |                                         | Liam Cooper 41' Stuart Dallas 73'                                                                           | de Gea, Wan-Bissaka, Maguire, Lindelöf, Shaw (60' Telles), Fred, McTominay, Fernandes (71' van de Beek), James, Martial, Rashford (71' Cavani)         |
| 26 grudnia 2020, 13:30 King Power Stadium 0 widzów               | Leicester City | 2 – 2                                   | Manchester United                                                                                           | de Gea, Lindelöf (66' Tuanzebe), Bailly, Maguire, Shaw, Fred, McTominay, James (54' Pogba), Fernandes, Rashford, Martial (75' Cavani)                  |
| 26 grudnia 2020, 13:30 King Power Stadium 0 widzów               | 31' Harvey Barnes 85' Axel Tuanzebe (sam.) |                                         | Marcus Rashford 23' Bruno Fernandes 79'                                                                     | de Gea, Lindelöf (66' Tuanzebe), Bailly, Maguire, Shaw, Fred, McTominay, James (54' Pogba), Fernandes, Rashford, Martial (75' Cavani)                  |
| 29 grudnia 2020, 21:00 Old Trafford 0 widzów                     | Manchester United | 1 – 0                                   | Wolverhampton Wanderers                                                                                     | de Gea, Wan-Bissaka, Bailly, Maguire, Telles (46' Shaw), Matić, Pogba, Greenwood (64' Martial), Fernandes (90' McTominay), Rashford, Cavani            |
| 29 grudnia 2020, 21:00 Old Trafford 0 widzów                     | 90+3' Marcus Rashford |                                         | | de Gea, Wan-Bissaka, Bailly, Maguire, Telles (46' Shaw), Matić, Pogba, Greenwood (64' Martial), Fernandes (90' McTominay), Rashford, Cavani            |
| 1 stycznia 2021, 21:00 Old Trafford 0 widzów                     | Manchester United | 2 – 1                                   | Aston Villa                                                                                                 | de Gea, Wan-Bissaka, Bailly, Maguire, Shaw, Fred (90' Tuanzebe), McTominay (65' Matić), Pogba, Fernandes (87' James), Rashford, Martial                |
| 1 stycznia 2021, 21:00 Old Trafford 0 widzów                     | 40' Anthony Martial 61' Bruno Fernandes (r.k.) |                                         | Bertrand Traoré 58'                                                                                         | de Gea, Wan-Bissaka, Bailly, Maguire, Shaw, Fred (90' Tuanzebe), McTominay (65' Matić), Pogba, Fernandes (87' James), Rashford, Martial                |
| 12 stycznia 2021, 21:15 Turf Moor 0 widzów                       | Burnley | 0 – 1                                   | Manchester United                                                                                           | de Gea, Wan-Bissaka, Bailly, Maguire, Shaw, Matić, Pogba, Rashford (80' Greenwood), Fernandes (89' McTominay), Martial (90' Tuanzebe), Cavani          |
| 12 stycznia 2021, 21:15 Turf Moor 0 widzów                       | | Paul Pogba 71'                          | | de Gea, Wan-Bissaka, Bailly, Maguire, Shaw, Matić, Pogba, Rashford (80' Greenwood), Fernandes (89' McTominay), Martial (90' Tuanzebe), Cavani          |
| 17 stycznia 2021, 17:30 Anfield 0 widzów                         | Liverpool | 0 – 0                                   | Manchester United                                                                                           | de Gea, Wan-Bissaka, Lindelöf, Maguire, Shaw, Fred, McTominay, Pogba, Fernandes (89' Greenwood), Rashford, Martial (61' Cavani)                        |
| 17 stycznia 2021, 17:30 Anfield 0 widzów                         | |                                         | | de Gea, Wan-Bissaka, Lindelöf, Maguire, Shaw, Fred, McTominay, Pogba, Fernandes (89' Greenwood), Rashford, Martial (61' Cavani)                        |
| 20 stycznia 2021, 21:15 Craven Cottage 0 widzów                  | Fulham | 1 – 2                                   | Manchester United                                                                                           | de Gea, Wan-Bissaka, Bailly, Maguire, Shaw, Pogba, Fred, Greenwood (85' Rashford), Fernandes (90' Matić), Martial (85' McTominay), Cavani              |
| 20 stycznia 2021, 21:15 Craven Cottage 0 widzów                  | 5' Ademola Lookman |                                         | Edinson Cavani 21' Paul Pogba 65'                                                                           | de Gea, Wan-Bissaka, Bailly, Maguire, Shaw, Pogba, Fred, Greenwood (85' Rashford), Fernandes (90' Matić), Martial (85' McTominay), Cavani              |
| 27 stycznia 2021, 21:15 Old Trafford 0 widzów                    | Manchester United | 1 – 2                                   | Sheffield United                                                                                            | de Gea, Wan-Bissaka, Tuanzebe (82' van de Beek), Maguire, Telles (82' Shaw), Pogba, Matić, Greenwood (66' Cavani), Fernandes, Rashford, Martial        |
| 27 stycznia 2021, 21:15 Old Trafford 0 widzów                    | 64' Harry Maguire |                                         | Kean Bryan 23' Oliver Burke 74'                                                                             | de Gea, Wan-Bissaka, Tuanzebe (82' van de Beek), Maguire, Telles (82' Shaw), Pogba, Matić, Greenwood (66' Cavani), Fernandes, Rashford, Martial        |
| 30 stycznia 2021, 18:30 Emirates Stadium 0 widzów                | Arsenal | 0 – 0                                   | Manchester United                                                                                           | de Gea, Wan-Bissaka, Lindelöf, Maguire, Shaw, McTominay (37' Martial), Fred, Pogba, Fernandes, Rashford (80' Greenwood), Cavani                        |
| 30 stycznia 2021, 18:30 Emirates Stadium 0 widzów                | |                                         | | de Gea, Wan-Bissaka, Lindelöf, Maguire, Shaw, McTominay (37' Martial), Fred, Pogba, Fernandes, Rashford (80' Greenwood), Cavani                        |
| 2 lutego 2021, 21:15 Old Trafford 0 widzów                       | Manchester United | 9 – 0                                   | Southampton                                                                                                 | de Gea, Wan-Bissaka, Lindelöf, Maguire, Shaw (46' van de Beek), Fred, McTominay, Fernandes, Rashford (60' James), Greenwood, Cavani (46' Martial)      |
| 2 lutego 2021, 21:15 Old Trafford 0 widzów                       | 18' Aaron Wan-Bissaka 25' Marcus Rashford 34' Jan Bednarek (sam.) 39' Edinson Cavani 69' Anthony Martial 71' Scott McTominay 87' Bruno Fernandes (r.k.) 90' Anthony Martial 90+3' Daniel James |                                         | | de Gea, Wan-Bissaka, Lindelöf, Maguire, Shaw (46' van de Beek), Fred, McTominay, Fernandes, Rashford (60' James), Greenwood, Cavani (46' Martial)      |
| 6 lutego 2021, 21:00 Old Trafford 0 widzów                       | Manchester United | 3 – 3                                   | Everton | de Gea, Wan-Bissaka, Lindelöf, Maguire, Shaw, McTominay, Pogba (39' Fred), Greenwood (90' Tuanzebe), Fernandes, Rashford, Cavani                       |
| 6 lutego 2021, 21:00 Old Trafford 0 widzów                       | 24' Edinson Cavani 45' Bruno Fernandes 70' Scott McTominay |                                         | Abdoulaye Doucouré 49' James Rodríguez 52' Dominic Calvert-Lewin 90+5'                                      | de Gea, Wan-Bissaka, Lindelöf, Maguire, Shaw, McTominay, Pogba (39' Fred), Greenwood (90' Tuanzebe), Fernandes, Rashford, Cavani                       |
| 14 lutego 2021, 15:00 The Hawthorns 0 widzów                     | West Bromwich Albion | 1 – 1                                   | Manchester United                                                                                           | de Gea, Wan-Bissaka, Lindelöf, Maguire, Shaw, McTominay, Fred (79' van de Beek), Rashford, Fernandes, Martial (66' Greenwood), Cavani                  |
| 14 lutego 2021, 15:00 The Hawthorns 0 widzów                     | 2' Mbaye Diagne |                                         | Bruno Fernandes 44'                                                                                         | de Gea, Wan-Bissaka, Lindelöf, Maguire, Shaw, McTominay, Fred (79' van de Beek), Rashford, Fernandes, Martial (66' Greenwood), Cavani                  |
| 21 lutego 2021, 20:00 Old Trafford 0 widzów                      | Manchester United | 3 – 1                                   | Newcastle United                                                                                            | de Gea, Shaw, Lindelöf, Maguire, Wan-Bissaka, Fred, Matić, James (89' Mata), Fernandes, Rashford (89' Shoretire), Martial (70' Greenwood)              |
| 21 lutego 2021, 20:00 Old Trafford 0 widzów                      | 30' Marcus Rashford 57' Daniel James 75' Bruno Fernandes (r.k.) |                                         | Allan Saint-Maximin 36'                                                                                     | de Gea, Shaw, Lindelöf, Maguire, Wan-Bissaka, Fred, Matić, James (89' Mata), Fernandes, Rashford (89' Shoretire), Martial (70' Greenwood)              |
| 28 lutego 2021, 17:30 Stamford Bridge 0 widzów                   | Chelsea | 0 – 0                                   | Manchester United                                                                                           | de Gea, Wan-Bissaka, Lindelöf, Maguire, Shaw, McTominay, Fred, Greenwood (79' Martial), Fernandes, James, Rashford                                     |
| 28 lutego 2021, 17:30 Stamford Bridge 0 widzów                   | |                                         | | de Gea, Wan-Bissaka, Lindelöf, Maguire, Shaw, McTominay, Fred, Greenwood (79' Martial), Fernandes, James, Rashford                                     |
| 3 marca 2021, 21:15 Selhurst Park 0 widzów                       | Crystal Palace | 0 – 0                                   | Manchester United                                                                                           | Henderson, Wan-Bissaka, Bailly, Maguire, Shaw, Fred (74' McTominay), Matić, Greenwood, Fernandes, Rashford, Cavani (76' James)                         |
| 3 marca 2021, 21:15 Selhurst Park 0 widzów                       | |                                         | | Henderson, Wan-Bissaka, Bailly, Maguire, Shaw, Fred (74' McTominay), Matić, Greenwood, Fernandes, Rashford, Cavani (76' James)                         |
| 7 marca 2021, 17:30 Etihad Stadium 0 widzów                      | Manchester City | 0 – 2                                   | Manchester United                                                                                           | Henderson, Wan-Bissaka, Lindelöf, Maguire, Shaw, McTominay, Fred, James, Fernandes (90' Williams), Rashford (73' Greenwood), Martial (87' Matić)       |
| 7 marca 2021, 17:30 Etihad Stadium 0 widzów                      | | Bruno Fernandes 2' (r.k.) Luke Shaw 50' | | Henderson, Wan-Bissaka, Lindelöf, Maguire, Shaw, McTominay, Fred, James, Fernandes (90' Williams), Rashford (73' Greenwood), Martial (87' Matić)       |
| 14 marca 2021, 20:15 Old Trafford 0 widzów                       | Manchester United | 1 – 0                                   | West Ham United                                                                                             | Henderson, Shaw, Lindelöf, Maguire, Wan-Bissaka, Fred, McTominay, Rashford, Fernandes, James, Greenwood                                                |
| 14 marca 2021, 20:15 Old Trafford 0 widzów                       | 53' Craig Dawson (sam.) |                                         | | Henderson, Shaw, Lindelöf, Maguire, Wan-Bissaka, Fred, McTominay, Rashford, Fernandes, James, Greenwood                                                |
| 4 kwietnia 2021, 20:30 Old Trafford 0 widzów                     | Manchester United | 2 – 1                                   | Brighton & Hove Albion                                                                                      | Henderson, Wan-Bissaka, Lindelöf, Maguire, Shaw, Fred, Pogba (84' McTominay), Greenwood, Fernandes, Rashford (72' James), Cavani (81' van de Beek)     |
| 4 kwietnia 2021, 20:30 Old Trafford 0 widzów                     | 62' Marcus Rashford 83' Mason Greenwood |                                         | Danny Welbeck 13'                                                                                           | Henderson, Wan-Bissaka, Lindelöf, Maguire, Shaw, Fred, Pogba (84' McTominay), Greenwood, Fernandes, Rashford (72' James), Cavani (81' van de Beek)     |
| 11 kwietnia 2021, 17:30 Tottenham Hotspur Stadium 0 widzów       | Tottenham Hotspur | 1 – 3                                   | Manchester United                                                                                           | Henderson, Wan-Bissaka, Lindelöf, Maguire, Shaw, McTominay, Fred, Pogba, Fernandes (90' Matić), Rashford (71' Greenwood), Cavani                       |
| 11 kwietnia 2021, 17:30 Tottenham Hotspur Stadium 0 widzów       | 40' Son Heung-min |                                         | Fred 57' Edinson Cavani 79' Mason Greenwood 90+6'                                                           | Henderson, Wan-Bissaka, Lindelöf, Maguire, Shaw, McTominay, Fred, Pogba, Fernandes (90' Matić), Rashford (71' Greenwood), Cavani                       |
| 18 kwietnia 2021, 17:00 Old Trafford 0 widzów                    | Manchester United | 3 – 1                                   | Burnley | Henderson, Shaw, Maguire, Lindelöf, Wan-Bissaka, Fred (46' Cavani), McTominay, Pogba, Fernandes, Rashford (84' van de Beek), Greenwood                 |
| 18 kwietnia 2021, 17:00 Old Trafford 0 widzów                    | 48' Mason Greenwood 84' Mason Greenwood 90+3' Edinson Cavani |                                         | James Tarkowski 50'                                                                                         | Henderson, Shaw, Maguire, Lindelöf, Wan-Bissaka, Fred (46' Cavani), McTominay, Pogba, Fernandes, Rashford (84' van de Beek), Greenwood                 |
| 25 kwietnia 2021, 15:00 Elland Road 0 widzów                     | Leeds United | 0 – 0                                   | Manchester United                                                                                           | Henderson, Shaw, Maguire, Lindelöf, Wan-Bissaka, Fred (89' van de Beek), McTominay, James (76' Pogba), Fernandes, Greenwood, Rashford (85' Cavani)     |
| 25 kwietnia 2021, 15:00 Elland Road 0 widzów                     | |                                         | | Henderson, Shaw, Maguire, Lindelöf, Wan-Bissaka, Fred (89' van de Beek), McTominay, James (76' Pogba), Fernandes, Greenwood, Rashford (85' Cavani)     |
| 9 maja 2021, 15:05 Villa Park 0 widzów                           | Aston Villa | 1 – 3                                   | Manchester United                                                                                           | Henderson, Wan-Bissaka, Lindelöf, Maguire (77' Bailly), Shaw, McTominay, Fred, Greenwood (65' Cavani), Fernandes (86' Matić), Pogba, Rashford          |
| 9 maja 2021, 15:05 Villa Park 0 widzów                           | 24' Bertrand Traoré |                                         | Bruno Fernandes 52' (r.k.) Mason Greenwood 56' Edinson Cavani 87'                                           | Henderson, Wan-Bissaka, Lindelöf, Maguire (77' Bailly), Shaw, McTominay, Fred, Greenwood (65' Cavani), Fernandes (86' Matić), Pogba, Rashford          |
| 11 maja 2021, 19:00 Old Trafford 0 widzów                        | Manchester United | 1 – 2                                   | Leicester City                                                                                              | de Gea, Williams, Bailly, Tuanzebe, Telles, van de Beek, Matić, Diallo (78' Fernandes), Mata, Elanga (65' Rashford), Greenwood (65' Cavani)            |
| 11 maja 2021, 19:00 Old Trafford 0 widzów                        | 15' Mason Greenwood |                                         | Luke Thomas 10' Çağlar Söyüncü 66'                                                                          | de Gea, Williams, Bailly, Tuanzebe, Telles, van de Beek, Matić, Diallo (78' Fernandes), Mata, Elanga (65' Rashford), Greenwood (65' Cavani)            |
| 13 maja 2021, 21:15 Old Trafford 0 widzów                        | Manchester United | 2 – 4                                   | Liverpool                                                                                                   | Henderson, Wan-Bissaka, Bailly (86' Matić), Lindelöf, Shaw, Fred (63' Greenwood), McTominay, Rashford, Fernandes, Pogba, Cavani                        |
| 13 maja 2021, 21:15 Old Trafford 0 widzów                        | 10' Bruno Fernandes 68' Marcus Rashford |                                         | Diogo Jota 34' Roberto Firmino 45+3' Roberto Firmino 47' Mohamed Salah 90'                                  | Henderson, Wan-Bissaka, Bailly (86' Matić), Lindelöf, Shaw, Fred (63' Greenwood), McTominay, Rashford, Fernandes, Pogba, Cavani                        |
| 18 maja 2021, 19:00 Old Trafford 10 000 widzów                   | Manchester United | 1 – 1                                   | Fulham | de Gea, Wan-Bissaka, Tuanzebe, Lindelöf, Shaw, Fred, McTominay (62' Rashford), Pogba, Fernandes, Greenwood (83' Diallo), Cavani (87' van de Beek)      |
| 18 maja 2021, 19:00 Old Trafford 10 000 widzów                   | 15' Edinson Cavani |                                         | Joe Bryan 76'                                                                                               | de Gea, Wan-Bissaka, Tuanzebe, Lindelöf, Shaw, Fred, McTominay (62' Rashford), Pogba, Fernandes, Greenwood (83' Diallo), Cavani (87' van de Beek)      |
| 23 maja 2021, 17:00 Molineux Stadium 4 500 widzów                | Wolverhampton Wanderers | 1 – 2                                   | Manchester United                                                                                           | Henderson, Williams, Bailly, Tuanzebe, Telles, Matić, Mata (82' Mejbri), van de Beek, Diallo (82' Shoretire), Elanga, James (90' Fish)                 |
| 23 maja 2021, 17:00 Molineux Stadium 4 500 widzów                | 39' Nélson Semedo |                                         | Anthony Elanga 13' Juan Mata 45+4' (r.k.)                                                                   | Henderson, Williams, Bailly, Tuanzebe, Telles, Matić, Mata (82' Mejbri), van de Beek, Diallo (82' Shoretire), Elanga, James (90' Fish)                 |

| Kolejka  | 1  | 2  | 3  | 4  | 5  | 6  | 7  | 8 | 9 | 10 | 11 | 12 | 13 | 14 | 15 | 16 | 17 | 18 | 19 | 20 | 21 | 22 | 23 | 24 | 25 | 26 | 27 | 28 | 29 | 30 | 31 | 32 | 33 | 34 | 35 | 36 | 37 | 38 |
| Rezultat | P  | W  | P  | W  | R  | P  | W  | W | W | W  | R  | W  | W  | R  | W  | W  | W  | R  | W  | P  | R  | W  | R  | R  | W  | R  | R  | W  | W  | W  | W  | W  | R  | W  | P  | P  | R  | W  |
| Miejsce  | 15 | 13 | 16 | 14 | 15 | 15 | 13 | 9 | 7 | 4  | 6  | 5  | 2  | 3  | 2  | 2  | 1  | 2  | 2  | 2  | 2  | 2  | 2  | 2  | 2  | 2  | 2  | 2  | 2  | 2  | 2  | 2  | 2  | 2  | 2  | 2  | 2  | 2  |

| Poz | Klub              | M  | W  | R  | P | G+ | G- | +/− | Pkt |
| --- | ----------------- | -- | -- | -- | - | -- | -- | --- | --- |
| 1   | Manchester City   | 38 | 27 | 5  | 6 | 83 | 32 | +51 | 86  |
| 2   | Manchester United | 38 | 21 | 11 | 6 | 73 | 44 | +29 | 74  |
| 3   | Liverpool         | 38 | 20 | 9  | 9 | 68 | 42 | +26 | 69  |

### Puchar Anglii
| Szczegóły meczu                                              | Wynik                                                           | Wynik             | Wynik                               | Skład |
| ------------------------------------------------------------ | --------------------------------------------------------------- | ----------------- | ----------------------------------- | --- |
| 9 stycznia 2021, 21:00 Old Trafford 0 widzów, 3. runda       | Manchester United                                               | 1 – 0             | Watford                             | Henderson, Williams, Tuanzebe, Bailly (45' Maguire), Telles, McTominay, van de Beek, Mata, Lingard (79' Matić), James (68' Rashford), Greenwood (68' Martial)                    |
| 9 stycznia 2021, 21:00 Old Trafford 0 widzów, 3. runda       | 5' Scott McTominay                                              |                   |                                     | Henderson, Williams, Tuanzebe, Bailly (45' Maguire), Telles, McTominay, van de Beek, Mata, Lingard (79' Matić), James (68' Rashford), Greenwood (68' Martial)                    |
| 24 stycznia 2021, 18:00 Old Trafford 0 widzów, 4. runda      | Manchester United                                               | 3 – 2             | Liverpool                           | Henderson, Wan-Bissaka, Lindelöf, Maguire, Shaw, McTominay, Pogba, Greenwood (66' Fred), van de Beek (66' Fernandes), Rashford (86' Martial), Cavani                             |
| 24 stycznia 2021, 18:00 Old Trafford 0 widzów, 4. runda      | 26' Mason Greenwood 48' Marcus Rashford 78' Bruno Fernandes     |                   | Mohamed Salah 18' Mohamed Salah 59' | Henderson, Wan-Bissaka, Lindelöf, Maguire, Shaw, McTominay, Pogba, Greenwood (66' Fred), van de Beek (66' Fernandes), Rashford (86' Martial), Cavani                             |
| 9 lutego 2021, 20:30 Old Trafford 0 widzów, 5. runda         | Manchester United                                               | 1 – 0 po dogrywce | West Ham United                     | Henderson, Wan-Bissaka (91' Shaw), Lindelöf, Maguire, Telles (91' Williams), Matić (73' McTominay), Fred, Greenwood (86' Cavani), van de Beek (73' Fernandes), Rashford, Martial |
| 9 lutego 2021, 20:30 Old Trafford 0 widzów, 5. runda         | 98' Scott McTominay                                             |                   |                                     | Henderson, Wan-Bissaka (91' Shaw), Lindelöf, Maguire, Telles (91' Williams), Matić (73' McTominay), Fred, Greenwood (86' Cavani), van de Beek (73' Fernandes), Rashford, Martial |
| 21 marca 2021, 18:00 King Power Stadium 0 widzów, 1/4 finału | Leicester City                                                  | 3 – 1             | Manchester United                   | Henderson, Wan-Bissaka, Lindelöf, Maguire, Telles (64' Shaw), Fred (84' Diallo), Matić (64' Fernandes), Greenwood, van de Beek (64' Cavani), Pogba (64' McTominay), Martial      |
| 21 marca 2021, 18:00 King Power Stadium 0 widzów, 1/4 finału | 25' Kelechi Iheanacho 52' Youri Tielemans 78' Kelechi Iheanacho |                   | Mason Greenwood 38'                 | Henderson, Wan-Bissaka, Lindelöf, Maguire, Telles (64' Shaw), Fred (84' Diallo), Matić (64' Fernandes), Greenwood, van de Beek (64' Cavani), Pogba (64' McTominay), Martial      |

### Puchar Ligi
| Szczegóły meczu                                               | Wynik                  | Wynik                                                          | Wynik             | Skład |
| ------------------------------------------------------------- | ---------------------- | -------------------------------------------------------------- | ----------------- | --- |
| 22 września 2020, 21:15 Kenilworth Road 0 widzów, 3. runda    | Luton Town             | 0 – 3                                                          | Manchester United | Henderson, Wan-Bissaka, Bailly, Maguire, Williams, Matić, Fred, Mata (79' Rashford), van de Beek (79' Fernandes), Lingard, Ighalo (79' Greenwood) |
| 22 września 2020, 21:15 Kenilworth Road 0 widzów, 3. runda    |                        | Juan Mata 44' (r.k.) Marcus Rashford 88' Mason Greenwood 90+2' |                   | Henderson, Wan-Bissaka, Bailly, Maguire, Williams, Matić, Fred, Mata (79' Rashford), van de Beek (79' Fernandes), Lingard, Ighalo (79' Greenwood) |
| 30 września 2020, 20:45 Amex Stadium 0 widzów, 4. runda       | Brighton & Hove Albion | 0 – 3                                                          | Manchester United | Henderson, Dalot, Bailly, Lindelöf, Williams, McTominay, Fred (81' Lingard), Mata, van de Beek, James (68' Rashford), Ighalo (68' Pogba)          |
| 30 września 2020, 20:45 Amex Stadium 0 widzów, 4. runda       |                        | Scott McTominay 44' Juan Mata 73' Paul Pogba 80'               |                   | Henderson, Dalot, Bailly, Lindelöf, Williams, McTominay, Fred (81' Lingard), Mata, van de Beek, James (68' Rashford), Ighalo (68' Pogba)          |
| 23 grudnia 2020, 21:00 Goodison Park 2 000 widzów, 1/4 finału | Everton                | 0 – 2                                                          | Manchester United | Henderson, Tuanzebe, Bailly, Maguire, Telles (84' Shaw), Matić, Pogba, van de Beek (67' Martial), Fernandes, Greenwood (67' Rashford), Cavani     |
| 23 grudnia 2020, 21:00 Goodison Park 2 000 widzów, 1/4 finału |                        | Edinson Cavani 88' Anthony Martial 90+6'                       |                   | Henderson, Tuanzebe, Bailly, Maguire, Telles (84' Shaw), Matić, Pogba, van de Beek (67' Martial), Fernandes, Greenwood (67' Rashford), Cavani     |
| 6 stycznia 2021, 20:45 Old Trafford 0 widzów, 1/2 finału      | Manchester United      | 0 – 2                                                          | Manchester City   | Henderson, Wan-Bissaka, Lindelöf, Maguire, Shaw, Fred (87' van de Beek), McTominay (75' Greenwood), Pogba, Fernandes, Martial, Rashford           |
| 6 stycznia 2021, 20:45 Old Trafford 0 widzów, 1/2 finału      |                        | John Stones 50' Fernandinho 83'                                |                   | Henderson, Wan-Bissaka, Lindelöf, Maguire, Shaw, Fred (87' van de Beek), McTominay (75' Greenwood), Pogba, Fernandes, Martial, Rashford           |

### Liga Mistrzów
| Szczegóły meczu                                                    | Wynik | Wynik | Wynik                                          | Skład |
| ------------------------------------------------------------------ | --- | ----- | ---------------------------------------------- | --- |
| 20 października 2020, 21:00 Parc des Princes 0 widzów              | Paris Saint-Germain                                                                                        | 1 – 2 | Manchester United                              | de Gea, Wan-Bissaka, Tuanzebe, Lindelöf, Shaw, Telles (67' Pogba), Fred, McTominay, Fernandes (88' van de Beek), Martial (88' James), Rashford                                       |
| 20 października 2020, 21:00 Parc des Princes 0 widzów              | 55' Anthony Martial (sam.)                                                                                 |       | Bruno Fernandes 23' (r.k.) Marcus Rashford 87' | de Gea, Wan-Bissaka, Tuanzebe, Lindelöf, Shaw, Telles (67' Pogba), Fred, McTominay, Fernandes (88' van de Beek), Martial (88' James), Rashford                                       |
| 28 października 2020, 21:00 Old Trafford 577 widzów                | Manchester United                                                                                          | 5 – 0 | RB Leipzig                                     | de Gea, Wan-Bissaka (81' Tuanzebe), Lindelöf, Maguire, Shaw, Matić (63' McTominay), Pogba (81' Cavani), Fred, van de Beek (68' Fernandes), Greenwood (63' Rashford), Martial         |
| 28 października 2020, 21:00 Old Trafford 577 widzów                | 21' Mason Greenwood 76' Marcus Rashford 78' Marcus Rashford 87' Anthony Martial (r.k.) 90' Marcus Rashford |       |                                                | de Gea, Wan-Bissaka (81' Tuanzebe), Lindelöf, Maguire, Shaw, Matić (63' McTominay), Pogba (81' Cavani), Fred, van de Beek (68' Fernandes), Greenwood (63' Rashford), Martial         |
| 4 listopada 2020, 18:55 Başakşehir Fatih Terim Stadyumu 350 widzów | İstanbul Başakşehir                                                                                        | 2 – 1 | Manchester United                              | Henderson, Wan-Bissaka (76' Fosu-Mensah), Tuanzebe (46' McTominay), Maguire, Shaw, Matić, van de Beek (61' Pogba), Mata (61' Cavani), Fernandes, Rashford (76' Greenwood), Martial   |
| 4 listopada 2020, 18:55 Başakşehir Fatih Terim Stadyumu 350 widzów | 13' Demba Ba 40' Edin Višća                                                                                |       | Anthony Martial 43'                            | Henderson, Wan-Bissaka (76' Fosu-Mensah), Tuanzebe (46' McTominay), Maguire, Shaw, Matić, van de Beek (61' Pogba), Mata (61' Cavani), Fernandes, Rashford (76' Greenwood), Martial   |
| 24 listopada 2020, 21:00 Old Trafford 545 widzów                   | Manchester United                                                                                          | 4 – 1 | İstanbul Başakşehir                            | de Gea, Wan-Bissaka (59' Williams), Lindelöf (46' Tuanzebe), Maguire, Telles, van de Beek, Fred, Rashford (59' James), Fernandes (59' Greenwood), Martial (82' Matić), Cavani        |
| 24 listopada 2020, 21:00 Old Trafford 545 widzów                   | 7' Bruno Fernandes 19' Bruno Fernandes 35' Marcus Rashford (r.k.) 90+2' Daniel James                       |       | Deniz Türüç 75'                                | de Gea, Wan-Bissaka (59' Williams), Lindelöf (46' Tuanzebe), Maguire, Telles, van de Beek, Fred, Rashford (59' James), Fernandes (59' Greenwood), Martial (82' Matić), Cavani        |
| 2 grudnia 2020, 21:00 Old Trafford 638 widzów                      | Manchester United                                                                                          | 1 – 3 | Paris Saint-Germain                            | de Gea, Wan-Bissaka (90' Ighalo), Lindelöf, Maguire, Telles, McTominay, Fred, Rashford (74' Pogba), Fernandes, Martial (78' Greenwood), Cavani (78' van de Beek)                     |
| 2 grudnia 2020, 21:00 Old Trafford 638 widzów                      | 32' Marcus Rashford                                                                                        |       | Neymar 6' Marquinhos 69' Neymar 90+1'          | de Gea, Wan-Bissaka (90' Ighalo), Lindelöf, Maguire, Telles, McTominay, Fred, Rashford (74' Pogba), Fernandes, Martial (78' Greenwood), Cavani (78' van de Beek)                     |
| 8 grudnia 2020, 21:00 Red Bull Arena 0 widzów                      | RB Leipzig                                                                                                 | 3 – 2 | Manchester United                              | de Gea, Wan-Bissaka (77' Fosu-Mensah), Lindelöf (77' Tuanzebe), Maguire, Shaw (61' Williams), Telles (46' van de Beek), Matić (61' Pogba), McTominay, Fernandes, Rashford, Greenwood |
| 8 grudnia 2020, 21:00 Red Bull Arena 0 widzów                      | 2' Angeliño 13' Amadou Haidara 69' Justin Kluivert                                                         |       | Bruno Fernandes 80' (r.k.) Paul Pogba 83'      | de Gea, Wan-Bissaka (77' Fosu-Mensah), Lindelöf (77' Tuanzebe), Maguire, Shaw (61' Williams), Telles (46' van de Beek), Matić (61' Pogba), McTominay, Fernandes, Rashford, Greenwood |

| Drużyna             | M | W | R | P | G+ | G- | +/− | Pkt |
| ------------------- | - | - | - | - | -- | -- | --- | --- |
| Paris Saint-Germain | 6 | 4 | 0 | 2 | 13 | 6  | +7  | 12  |
| RB Leipzig          | 6 | 4 | 0 | 2 | 11 | 12 | -1  | 12  |
| Manchester United   | 6 | 3 | 0 | 3 | 15 | 10 | +5  | 9   |
| İstanbul Başakşehir | 6 | 1 | 0 | 5 | 7  | 18 | -11 | 3   |

### Liga Europy
| Szczegóły meczu                                                                      | Wynik | Wynik                                                                        | Wynik                                        | Skład |
| ------------------------------------------------------------------------------------ | --- | ---------------------------------------------------------------------------- | -------------------------------------------- | --- |
| 18 lutego 2021, 18:55 Allianz Stadium 1/16 finału, pierwszy mecz 0 widzów            | Real Sociedad | 0 – 4                                                                        | Manchester United                            | Henderson, Wan-Bissaka, Bailly, Maguire, Telles, Fred, McTominay (60' Matić), Rashford (69' Martial), Fernandes (83' Mata), James, Greenwood (83' Diallo)                     |
| 18 lutego 2021, 18:55 Allianz Stadium 1/16 finału, pierwszy mecz 0 widzów            | | Bruno Fernandes 27' Bruno Fernandes 58' Marcus Rashford 64' Daniel James 90' |                                              | Henderson, Wan-Bissaka, Bailly, Maguire, Telles, Fred, McTominay (60' Matić), Rashford (69' Martial), Fernandes (83' Mata), James, Greenwood (83' Diallo)                     |
| 25 lutego 2021, 21:00 Old Trafford 1/16 finału, drugi mecz 0 widzów                  | Manchester United | 0 – 0                                                                        | Real Sociedad                                | Henderson, Wan-Bissaka (46' Williams), Bailly, Lindelöf, Telles, Fred (46' Tuanzebe), Matić, Greenwood (76' Shoretire), Fernandes (46' Rashford), James (59' Diallo), Martial |
| 25 lutego 2021, 21:00 Old Trafford 1/16 finału, drugi mecz 0 widzów                  | |                                                                              |                                              | Henderson, Wan-Bissaka (46' Williams), Bailly, Lindelöf, Telles, Fred (46' Tuanzebe), Matić, Greenwood (76' Shoretire), Fernandes (46' Rashford), James (59' Diallo), Martial |
| 11 marca 2021, 18:55 Old Trafford 1/8 finału, pierwszy mecz 0 widzów                 | Manchester United | 1 – 1                                                                        | A.C. Milan                                   | Henderson, Wan-Bissaka (73' Williams), Bailly, Maguire, Telles, McTominay, Matić, James (73' Shaw), Fernandes (74' Fred), Martial (46' Diallo), Greenwood                     |
| 11 marca 2021, 18:55 Old Trafford 1/8 finału, pierwszy mecz 0 widzów                 | 50' Amad Diallo |                                                                              | Simon Kjær 90+2'                             | Henderson, Wan-Bissaka (73' Williams), Bailly, Maguire, Telles, McTominay, Matić, James (73' Shaw), Fernandes (74' Fred), Martial (46' Diallo), Greenwood                     |
| 18 marca 2021, 21:00 San Siro 1/8 finału, drugi mecz 0 widzów                        | A.C. Milan | 0 – 1                                                                        | Manchester United                            | Henderson, Wan-Bissaka, Lindelöf, Maguire, Shaw, McTominay, Fred, James, Fernandes, Rashford (46' Pogba), Greenwood                                                           |
| 18 marca 2021, 21:00 San Siro 1/8 finału, drugi mecz 0 widzów                        | | Paul Pogba 49'                                                               |                                              | Henderson, Wan-Bissaka, Lindelöf, Maguire, Shaw, McTominay, Fred, James, Fernandes, Rashford (46' Pogba), Greenwood                                                           |
| 8 kwietnia 2021, 21:00 Estadio Nuevo Los Cármenes 1/4 finału, pierwszy mecz 0 widzów | Granada CF | 0 – 2                                                                        | Manchester United                            | de Gea, Shaw (46' Telles), Maguire, Lindelöf, Wan-Bissaka, McTominay, Pogba (74' Matić), Rashford (65' Cavani), Fernandes, James, Greenwood (85' van de Beek)                 |
| 8 kwietnia 2021, 21:00 Estadio Nuevo Los Cármenes 1/4 finału, pierwszy mecz 0 widzów | | Marcus Rashford 31' Bruno Fernandes 90' (r.k.)                               |                                              | de Gea, Shaw (46' Telles), Maguire, Lindelöf, Wan-Bissaka, McTominay, Pogba (74' Matić), Rashford (65' Cavani), Fernandes, James, Greenwood (85' van de Beek)                 |
| 15 kwietnia 2021, 21:00 Old Trafford 1/4 finału, drugi mecz 0 widzów                 | Manchester United | 2 – 0                                                                        | Granada CF                                   | de Gea, Wan-Bissaka (83' Williams), Tuanzebe, Lindelöf, Telles, Fred, Matić, Greenwood (83' Diallo), Fernandes (72' Mata), Pogba (46' van de Beek), Cavani (60' James)        |
| 15 kwietnia 2021, 21:00 Old Trafford 1/4 finału, drugi mecz 0 widzów                 | 6' Edinson Cavani 90' Jesús Vallejo (sam.)                                                                             |                                                                              |                                              | de Gea, Wan-Bissaka (83' Williams), Tuanzebe, Lindelöf, Telles, Fred, Matić, Greenwood (83' Diallo), Fernandes (72' Mata), Pogba (46' van de Beek), Cavani (60' James)        |
| 29 kwietnia 2021, 21:00 Old Trafford 1/2 finału, pierwszy mecz 0 widzów              | Manchester United | 6 – 2                                                                        | AS Roma                                      | de Gea, Shaw, Maguire, Lindelöf, Wan-Bissaka, Fred (83' Matić), McTominay, Pogba, Fernandes (89' Mata), Rashford (76' Greenwood), Cavani                                      |
| 29 kwietnia 2021, 21:00 Old Trafford 1/2 finału, pierwszy mecz 0 widzów              | 9' Bruno Fernandes 48' Edinson Cavani 64' Edinson Cavani 71' Bruno Fernandes (r.k.) 75' Paul Pogba 86' Mason Greenwood |                                                                              | Lorenzo Pellegrini 14' (r.k.) Edin Džeko 34' | de Gea, Shaw, Maguire, Lindelöf, Wan-Bissaka, Fred (83' Matić), McTominay, Pogba, Fernandes (89' Mata), Rashford (76' Greenwood), Cavani                                      |
| 6 maja 2021, 21:00 Stadio Olimpico 1/2 finału, drugi mecz 0 widzów                   | AS Roma | 3 – 2                                                                        | Manchester United                            | de Gea, Shaw (46' Telles), Maguire, Bailly, Wan-Bissaka (46' Williams), Fred, van de Beek, Pogba (64' Matić), Fernandes (84' Mata), Greenwood, Cavani (73' Rashford)          |
| 6 maja 2021, 21:00 Stadio Olimpico 1/2 finału, drugi mecz 0 widzów                   | 57' Edin Džeko 60' Bryan Cristante 83' Alex Telles (sam.)                                                              |                                                                              | Edinson Cavani 39' Edinson Cavani 68'        | de Gea, Shaw (46' Telles), Maguire, Bailly, Wan-Bissaka (46' Williams), Fred, van de Beek, Pogba (64' Matić), Fernandes (84' Mata), Greenwood, Cavani (73' Rashford)          |
| 26 maja 2021, 21:00 Polsat Plus Arena Gdańsk finał 9 412 widzów                      | Villarreal CF | 1 – 1 (11-10 po r.k.)                                                        | Manchester United                            | de Gea, Wan-Bissaka (120' Mata), Bailly (117' Tuanzebe), Lindelöf, Shaw, McTominay (120' Telles), Pogba (117' James), Greenwood (100' Fred), Fernandes, Rashford, Cavani      |
| 26 maja 2021, 21:00 Polsat Plus Arena Gdańsk finał 9 412 widzów                      | 29' Gerard Moreno |                                                                              | Edinson Cavani 55'                           | de Gea, Wan-Bissaka (120' Mata), Bailly (117' Tuanzebe), Lindelöf, Shaw, McTominay (120' Telles), Pogba (117' James), Greenwood (100' Fred), Fernandes, Rashford, Cavani      |

## Transfery
Przyszli
| Data       | Piłkarz           | Pozycja   | Klub        |
| ---------- | ----------------- | --------- | ----------- |
| 02/09/2020 | Donny van de Beek | Pomocnik  | AFC Ajax    |
| 05/10/2020 | Alex Telles       | Obrońca   | FC Porto    |
| 05/10/2020 | Edinson Cavani    | Napastnik | wolny agent |
| 05/10/2020 | Facundo Pellistri | Pomocnik  | Peñarol     |
| 07/01/2021 | Amad Diallo       | Pomocnik  | Atalanta BC |

Odeszli
| Data       | Piłkarz             | Pozycja | Klub                |
| ---------- | ------------------- | ------- | ------------------- |
| 05/10/2020 | Chris Smalling      | Obrońca | AS Roma             |
| 13/01/2021 | Timothy Fosu-Mensah | Obrońca | Bayer 04 Leverkusen |
| 02/02/2021 | Marcos Rojo         | Obrońca | Boca Juniors        |